# Drăguș (okręg Braszów)
Drăguș – wieś w Rumunii, w okręgu Braszów, w gminie Drăguș. W 2011 roku liczyła 1162 mieszkańców.